# 備前国総社宮

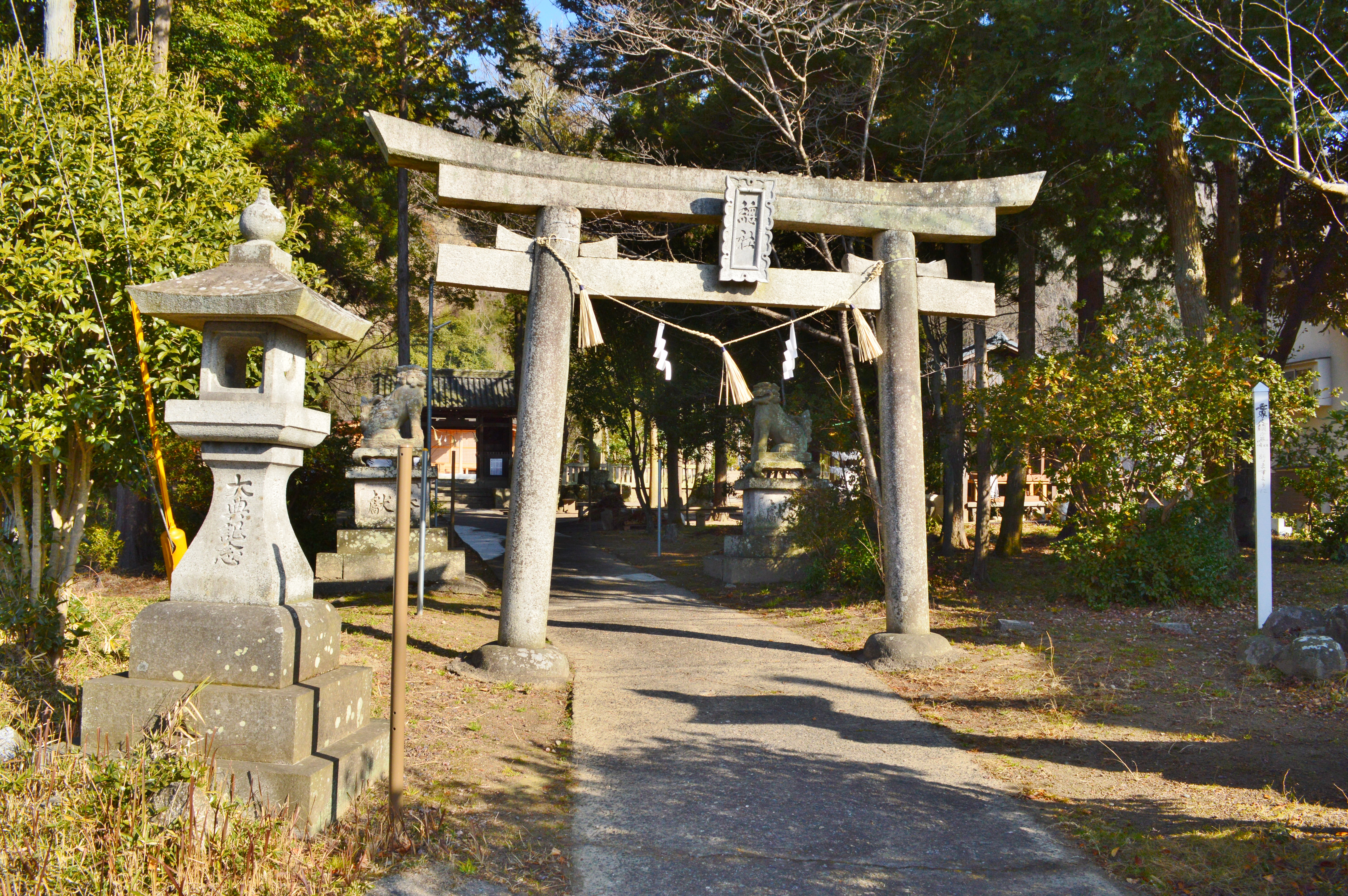
鳥居

備前国総社宮（びぜんのくに そうじゃぐう）は、岡山県岡山市中区祇園にある神社。備前国総社で、旧社格は郷社。

## 祭神
- 大己貴命（おおなむちのみこと）
- 須世理姫命（すせりびめのみこと）
- 神祇官八神 - 神祇官で祀る8柱の神々[1]。
- 備前国内128社 - 『備前国神名帳』に記載される神社。

## 歴史
古代、国司は各国内の全ての神社を一宮から順に巡拝していた。これを効率化するため、各国の国府近くに国内の神を合祀した総社を設け、まとめて祭祀を行うようになった。当社はそのうちの備前国の総社にあたる。南方約1キロメートルの地には備前国庁跡が比定されるほか、当社には『備前国神名帳』の写本が伝世される。
明治維新後、近代社格制度においては郷社に列している。
平成4年（1992年）2月16日未明には放火により社殿を焼失したため、平成22年（2010年）に本殿が、平成27年（2015年）に拝殿が再建されている。

## 境内
本殿、拝殿、三光稲荷大明神を祀る三社造の社殿および祭神不明の社殿がある。

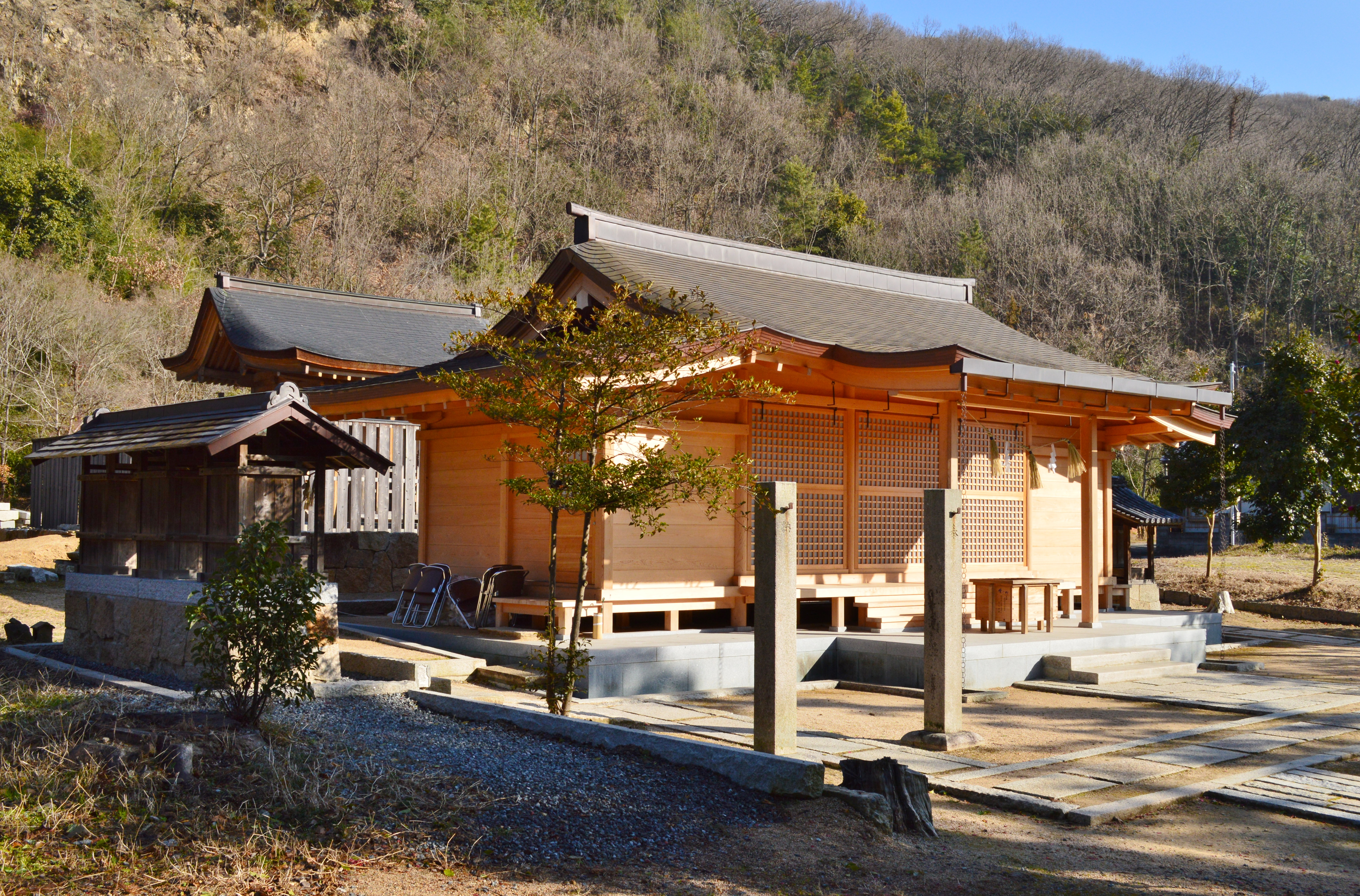
社殿
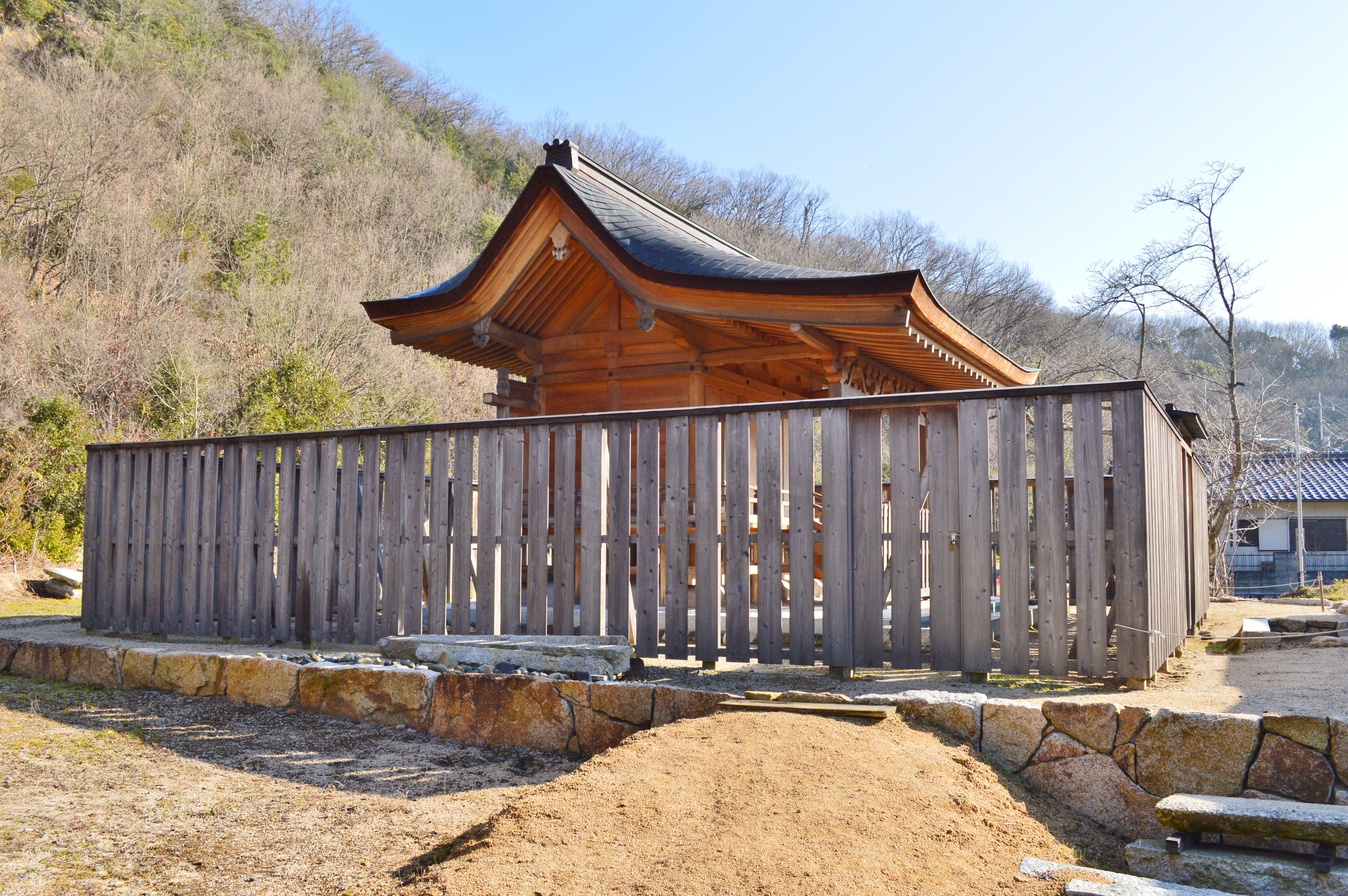
本殿
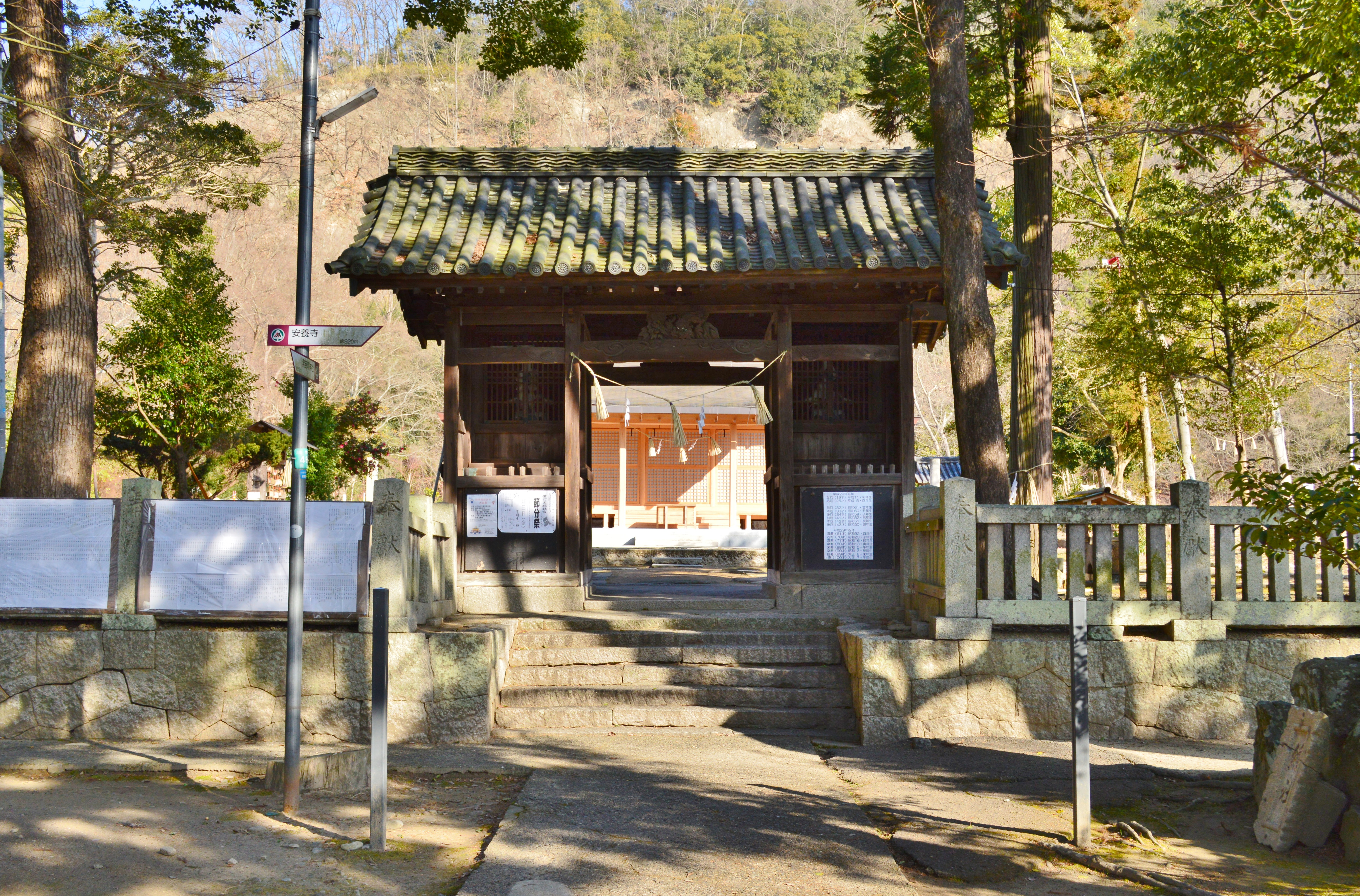
随身門

## 祭事
- 歳旦祭 （1月3日）
- 春祭 （4月29日）
- 秋祭 （10月21日-23日）

## 文化財

### 岡山市指定文化財
- 史跡
  - 備前国総社 - 1965年（昭和40年）7月30日指定[3]。

## 現地情報
所在地
- 岡山県岡山市中区祇園596

交通アクセス
- 岡山県道219号原藤原線 祇園西交差点から、北東約300メートル

周辺
- 備前国庁跡 - 岡山県指定史跡。